# Sundermannsteine
Die Sundermannsteine mit der Sprockhoff-Nr. 921 sind eine megalithische Grabanlage der jungsteinzeitlichen Westgruppe der Trichterbecherkultur bei Gretesch, einem Ortsteil von Osnabrück in Niedersachsen. Sie entstand zwischen 3500 und 2800 v. Chr.

## Lage
Das halbzerstörte Ganggrab liegt unweit des Belmer Baches, westlich des Hofes Sundermann und ist daher unter der Bezeichnung Sundermannsteine bekannt.

## Beschreibung
Die Anlage besteht aus einer in Richtung Nordost-Südwest angelegten 23 Meter langen Steinkammer. Einige der südlichen Tragsteine fehlen, die Steine an der nördlichen Längsseite sind erhalten, der westliche Abschlussstein fehlt. Von den ursprünglich acht Decksteinen sind noch vier vorhanden. Die an den Enden zwei Meter breite leicht doppeltrapezförmige Emsländische Kammer erweitert sich in der Mitte bis auf 2,6 Meter. Der Zugang befindet sich in der Mitte der südlichen Längsseite. Ob die Anlage die üblichen Umwallungssteine besessen hat, lässt sich nicht mehr nachprüfen.
Georg Graf zu Münster (1776–1844) fand in der Anlage sechs Pfeilspitzen aus Feuerstein, eine Geröllkeule, eine Bernsteinscheibe und ein durchbohrtes Bronzeblech.